# Castelo de Randan

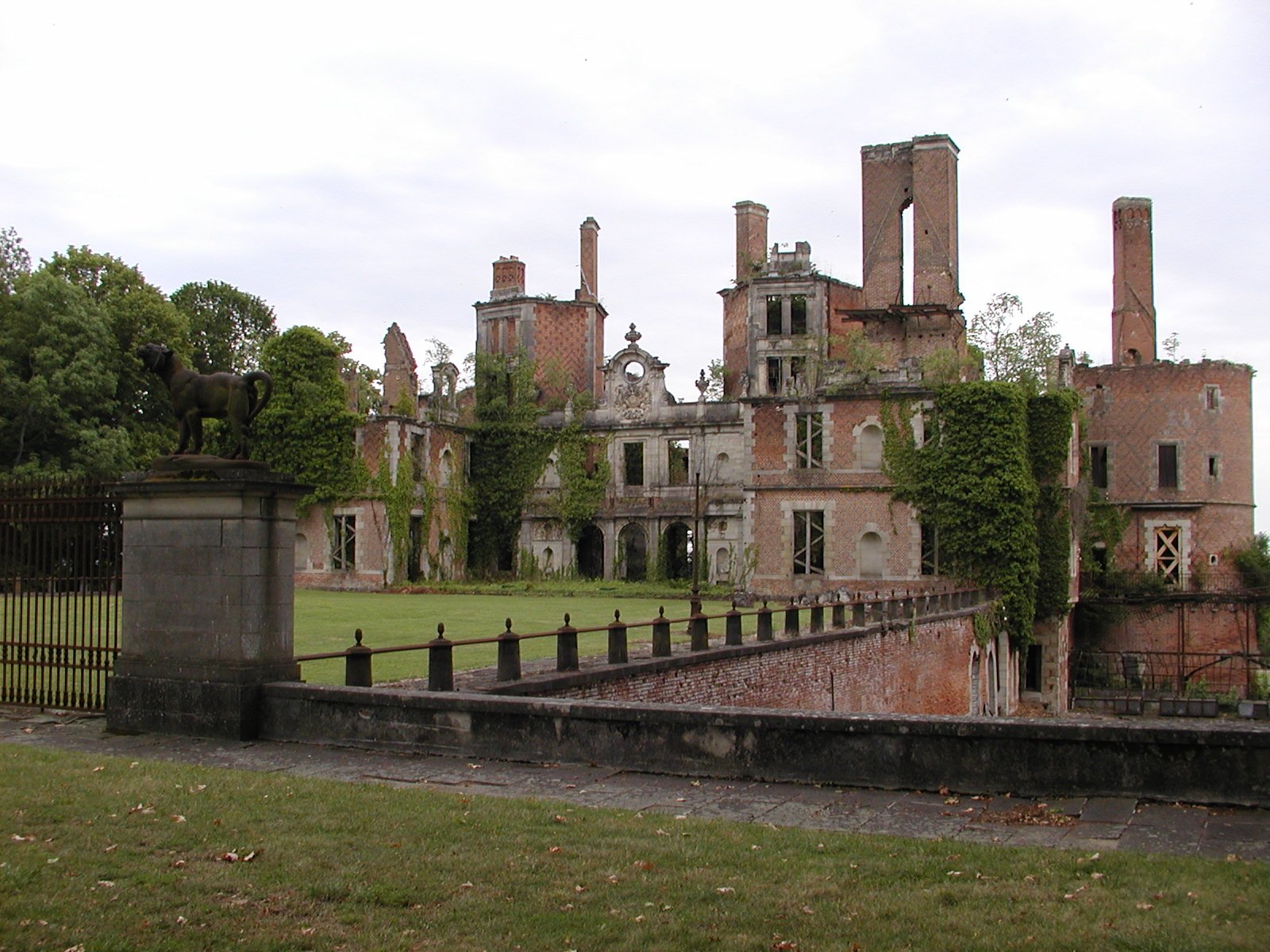
As ruínas do castelo

O Castelo de Randan (em francês:  Château de Randan) era um antigo domínio real na cidade francesa de Randan, no departamento de Puy-de-Dôme.
A châtellenie de Randan foi registada pela primeira vez no século XII e o castelo no século XIII. Foi reconstruída sob o governo de Francisco I da França e o châtellenie foi promovido a ducado em 1661. Foi adquirido em 1821 pela princesa Adelaide de Orleães, irmã de Luís Filipe II.
As ruínas estão listadas como um monumento nacional oficial desde 21 de fevereiro de 2001.